# 曹天錫
曹天錫（？—1636年），字公純，號默雷，直隸常州府武進縣人，明朝政治人物。

## 生平
曹天錫是崇禎三年（1630年）應天鄉試舉人，次年（1631年）聯捷進士，吏部观政，六年（1633年）癸酉獲授莆田知縣，任內設置義田防備旱災，又增建學舍薪給與諸生；其中有幾位由他親自教授的生員都在科舉中式，為他建坊紀念。寧海有荒廢的橋長三十多丈，過河者多入水淹死，他捐出俸祿重修橋樑，立碑為記，崇祯九年（1636年）在任內去世 。

## 引用
1. ↑  《崇祯四年辛未科三百五十名进士履历》：曹天锡，默雷，诗三房，庚子正月初六日生。江陰人，庚午八十八，會一百七十八，三甲二百六十五名。吏部政，癸酉授莆田知县，丙子卒。曾祖宸。祖應奎。父以隆。
2. 1 2  道光《武進陽湖縣合志·卷二十四·人物志三》：曹天錫，字公純，崇禎辛未進士。知福建莆田縣，置義田備災荒，增學舍廩給諸生。親課藝，其中數科內中式者皆其所獎拔，士因建坊，顏曰：「曹公衡鑒」。寧海橋長三十餘丈，久廢，渡者恆遭漂沒，天錫捐俸成之，有碑記。卒於官。
3. ↑  道光《武進陽湖縣合志·卷十八·選舉》：崇禎三年庚午科（舉人）……曹天錫 江陰籍，聯捷
4. ↑  《玉堂荟记》：同年曹天锡，偶于寓所之侧，见一妇甚美，使人侦之，则夫没且欲嫁也，以五十金得之。其妇日索衣饰，曹极力奉之，未几以天且暑，别迁一寓，妇亲择多不如意，最后一寓稍远，乃僦之。妇先往，曹在旧寓发诸装橐，会天雨久之未完，迨完而往，则妇与细软俱不知所在矣。曹大骇，天已莫，无可如何。明日至其嫁处访之，杳然无踪，曹甚悔恨，越数日，其妇忽从外至，曹欲执而尤之，绝无惧色。大言曰：我本有夫妇人，被汝强占多时，速写两无相干一字与我，不然与汝到个是处。曹默然久之，有呵殿者过，妇欲出大叫，曹恐失体，即写与之而去。同年吴一元云然。